# Ејс Вентура: Детектив за кућне љубимце
Ејс Вентура: Детектив за кућне љубимце (енгл. Ace Ventura: Pet Detective) је комедија из 1994. године, режисера Тома Шејдијака. Главне улоге тумаче: Џим Кери, Кортни Кокс, Тон Лок, Шон Јанг и чланови бенда Канибал Корпс међу осталима.

## Радња
Ејс Вентура је приватни детектив који трага за несталим и украденим кућним љубимцима. Има чудну фризуру, хавајску кошуљу и претерани смисао за хумор. Уводна сцена филма приказује га како вешто спасава пса Схих Тзу преваривши свог киднапера репликом играчке, а затим добија „страствену захвалност“ од власника животиње.
Две недеље пре почетка финала америчког фудбала, непознате особе киднапују делфина по имену Сноубол са стадиона Џо Роби у Мајамију (сада стадион Хард рок). Господин Ридл, власник тима, схвата да ако талисман изостане током такмичења, расположење сујеверних спортиста ће се нагло погоршати, иу овој ситуацији они ће дефинитивно изгубити најважнији меч сезоне. Он наређује главном тренеру Роџеру Подактеру (Трој Еванс) и главној прес службеници Мелиси Робинсон (Кортни Кокс) да врате делфина пре него што почне Супербоул или ће бити отпуштени. Секретар тима препоручује Мелиса да потражи помоћ од Ејса Вентуре, који је једном пронашао њеног пекинезера. Након сусрета са Мелисом и Подактором, Ејс се спушта у резервоар где је Сноубол једном пливао и проналази први траг злочина: камен од ћилибара ретке троугласте израде.
Ејс сазнаје да у граду живи извесни Роналд Камп, успешан бизнисмен и колекционар рибе и морских животиња. Сумњајући га за отмицу, Ејс и Мелиса одлазе на вечеру у сеоску вили. Тамо испитује велики резервоар, али у њему налази само неколико великих белих ајкула. Док Ејс напушта забаву, Ејс примећује прстен на Камповом прсту са потпуно истим ћилибарским драгуљем који је нашао у Сноуболовом филтеру за базен. Испоставило се да су сличне прстење са троугласто исеченим комадом ћилибара 1984. са Конференције америчког фудбала добили сви играчи тима. Ејс закључује да је киднапер играч у чијем прстену нема камена. Али након потпуне провере целокупне композиције, испоставља се да сви имају ћилибар.
Убрзо, администратор тима Делфин, Роџер Подактер, умире са прозора свог стана, Ејс закључује да је ово убиство уговорено. Он покушава да повеже смрт менаџера тима са Сноуболовим нестанком и случајно сазнаје за другог играча Делфина, центарфора по имену Реј Финкл, који није био на листи и није тестиран на Амбер. Мелиса објашњава Финклеово одсуство са групне фотографије тиме што се придружио тиму тек средином сезоне. Али он је примио прстен на исти начин као и остали играчи. Испоставило се да је Финклеова каријера била прилично несрећна, у последњој утакмици те године у последњим секундама утакмице није постигао прави гол, а Делфини су изгубили Супербоул. Проклет од бројних навијача, покушао је да настави да игра у првенству, али му тим није продужио уговор.
Аце путује у Финклов родни град Тампу и упознаје своје остареле родитеље. Посећује дечију собу, из које постаје јасно да Финкл страшно мрзи још једног играча Делфина, Дена Марина, који је у тој несрећној утакмици (финале 1984. против Сан Франциско 49ерса) убацио лопту у играча за одлучујући ударац, а не до гола, због чега је Финкл промашио ударац, а "делфини" су изгубили. Ејс и Мелиса одлучују да је Марино у животној опасности, али бива киднапован пре него што су успели да ураде било шта.
Ејс се враћа у Мајами и све исприча поручнику полиције Луису Ајнхорну (Шон Јанг), жени задуженој за случај. Он сугерише да је мотив за отмицу делфина чињеница да је Сноубол добио командни број 5, који је некада припадао Финклу. Финкл је ово схватио као увреду и решио да ослободи сав нагомилани бес на несрећне водене птице.
У потрази за Рејом Финклом, Ејс посећује менталну болницу под називом „Сеновите земље“, у коју је некада био насилно смештен, а из које је једном побегао. Представљајући се као ментално болесни фудбалер, Ејс претражује болничку оставу и проналази кутију у којој се налазе Финклове личне ствари. Међу њима детектив открива чланак исечен из новина који извештава о нестанку девојке по имену Луис Ајнхорн, чије тело никада није пронађено. Ејс тражи помоћ од Емилија, свог пријатеља из полицијске станице, који прегледа фиоке Ајнхорновог стола и проналази љубавно писмо упућено на њу од Роџера Подактера.
Сви покушаји да се пронађе било каква веза између Финкла и Ајнхорна пропадају све док Ацеов мали пас не легне на Финклеову фотографију. Длака пса је распоређена тако да Финкл има длаку, односно разоткрива га као жену. Гледајући ово, Ејс коначно схвата да је поручник Луис Ајнхорн заправо бивши фудбалер Реј Финкл. Ас махнито пере зубе, пали одећу и дуго се тушира јер је пре неки дан пољубио Ајнхорн, не знајући да је она мушкарац.
Док јури осумњиченог, Ејс завршава у лучким складиштима, где проналази и Сноубола и Дена Марина. Ајнхорн га ухвати и одмах зове полицију. Када полиција стигне и спрема се да ухапси Ејса (по Ајнхорновом наређењу), појављују се Мелиса и Емилио и спасавају свог пријатеља. Ејс објашњава свима окупљенима Финклове мотиве и да Ајнхорн заправо није оно за шта се представља. Као доказ, он јој стрга хаљину, окреће је леђима полицији и свима указује на пенис који се јасно види испод њених гаћа, а који је „Лоис” сакрила између ногу. Ово откриће код свих полицајаца изазива исти ефекат који је Ејс некада доживео. У очају, Ајнхорн чини последњи покушај да убије Ејса, али пада у резервоар са Сноуболом. Аце скида њен прстен, којем само недостаје мали камен од ћилибара.
Филм се завршава сценом борбе између Ејса и маскоте Филаделфија Иглса. Током фудбалске утакмице, Аце је покушавао да ухвати ретку белу голубицу (ону с почетка) која има награду од 25.000 долара. Али човек у костиму орла уплаши птицу, због чега се она уплете у насилни сукоб са детективом за кућне љубимце.

## Улоге
| Глумац          | Улога             |
| --------------- | ----------------- |
| Џим Кери        | Ејс Вентура       |
| Кортни Кокс     | Мелиса Робинсон   |
| Шон Јанг        | Лоис Ајнхорн      |
| Тоун Лок        | детектив Емилио   |
| Ден Марино      | самог себе        |
| Џон Кеподис     | наредник Агуадо   |
| Ноубл Вилингем  | Ридл              |
| Трој Еванс      | Роџер Подактер    |
| Удо Кир         | Роналд Камп       |
| Рејнор Шејн     | Вудсток           |
| Марк Марголис   | господин Шикаденс |
| Дејвид Марголис | психијатар        |
| Френк Адонис    | Вини              |
| Рендал Коб      | грубијан          |
| Cannibal Corpse | саме себе         |